# Baccalaureaat (Frankrijk)
Het baccalaureaat (Frans: baccalauréat, informeel afgekort tot bac) is in Frankrijk het examen aan het einde van het middelbaar onderwijs. 
In Frankrijk worden drie verschillende typen van het baccalaureaat onderscheiden:
- Baccalauréat général - een algemeen baccalaureaat met drie profielen (filières):
  1. Bac L – littéraire - literatuur en filosofie
  2. Bac S – scientifique - natuurwetenschappen
  3. Bac ES – économique et social - economisch en sociaal
- Baccalauréat technologique
- Baccalauréat professionnel

Het baccalauréat général is te vergelijken met het algemeen secundair onderwijs in Vlaanderen en vwo in Nederland. Het baccalauréat technologique is een algemeen vormende opleiding aangevuld met technische beroepsvakken, terwijl het baccalauréat professionnel overeenkomt met het VMBO Kader en de eerste twee jaar van het middelbaar beroepsonderwijs in Nederland. Leerlingen met een baccalauréat professionnel studeren vaak (na hun 18e jaar) niet verder.